# Isabellenhütte Heusler

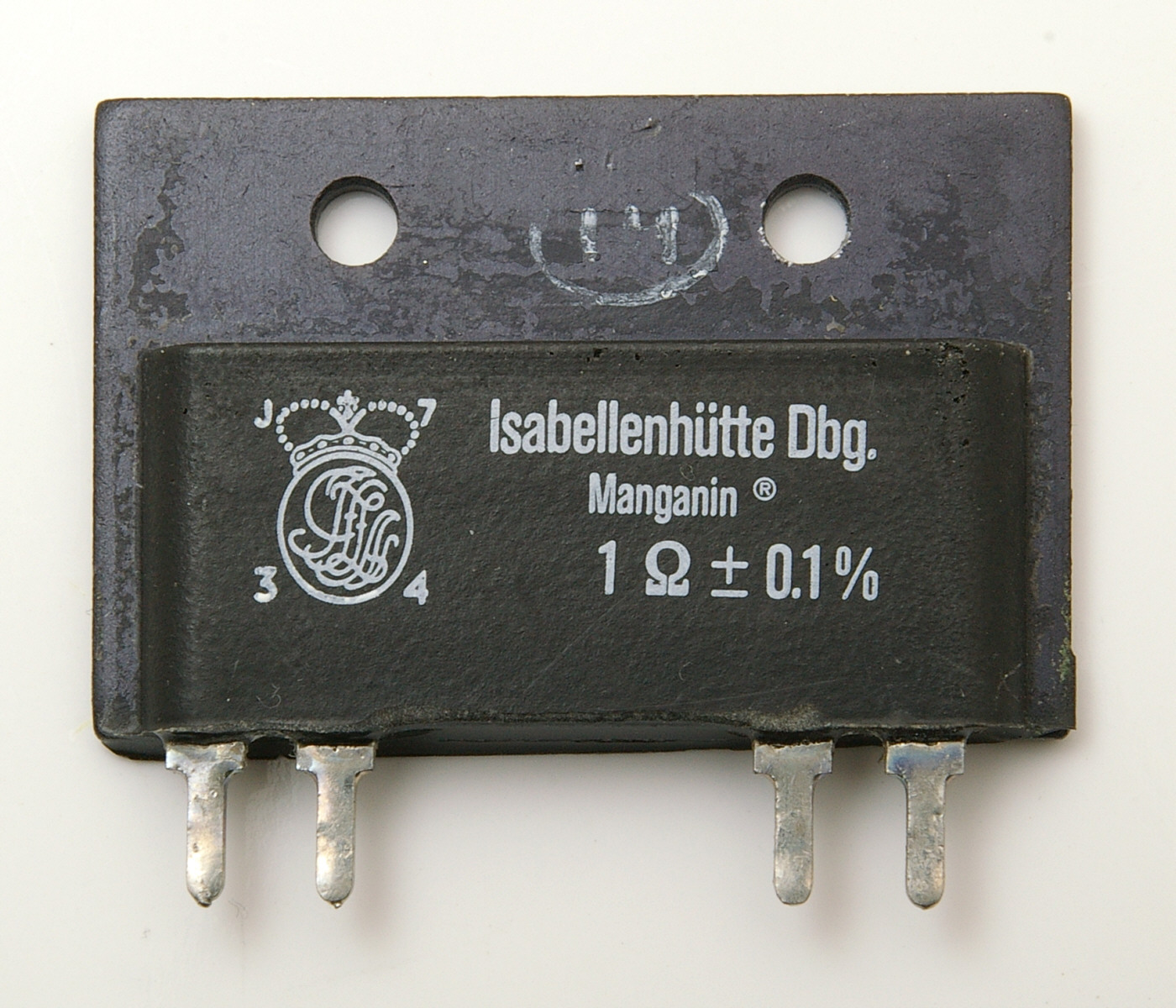
Präzisionsshunts, hier mit Vierleiteranschluss

Die Isabellenhütte Heusler GmbH & Co. KG ist ein deutsches Unternehmen mit Sitz im mittelhessischen Dillenburg, das einer 1482 gegründeten Kupferhütte entstammt. Das Unternehmen zählt heute zu den weltweit führenden Herstellern niederohmiger Präzisions- und Leistungswiderstände.

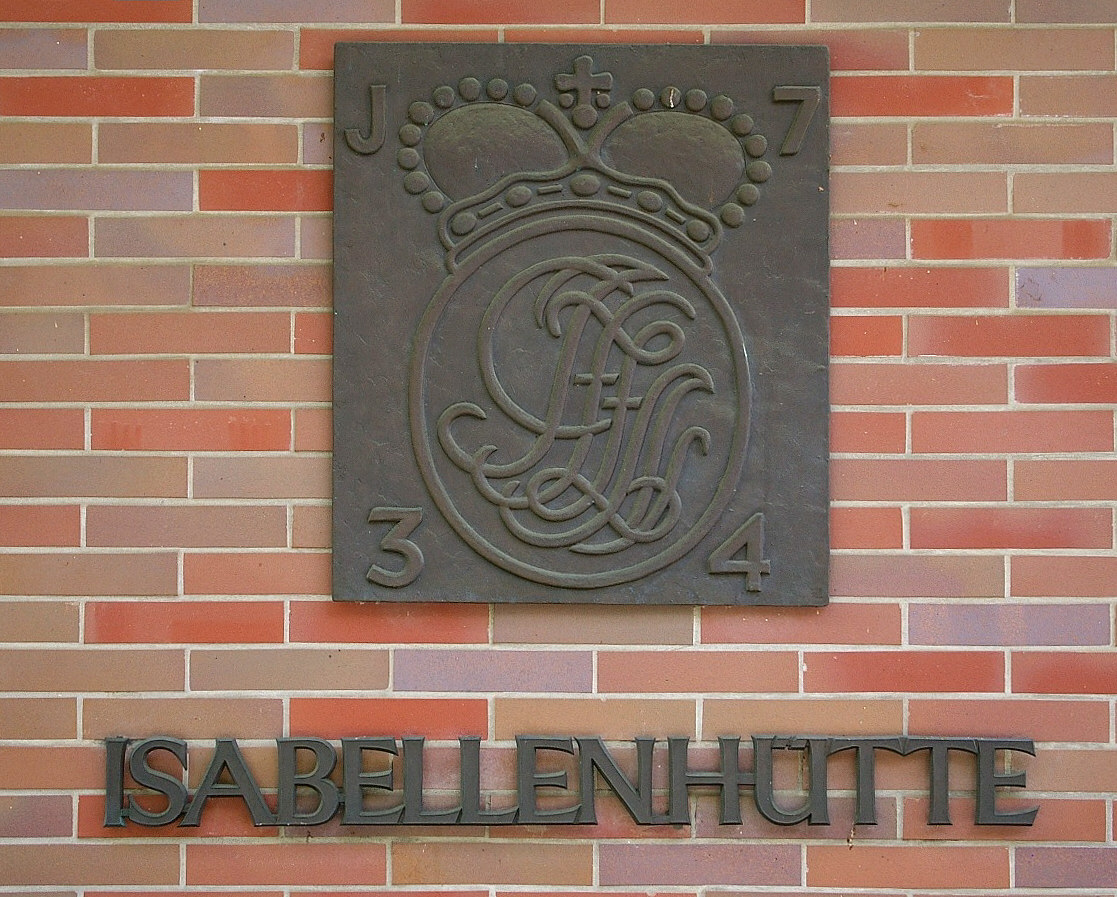
Firmenzeichen aus dem Jahr 1734

## Geschichte

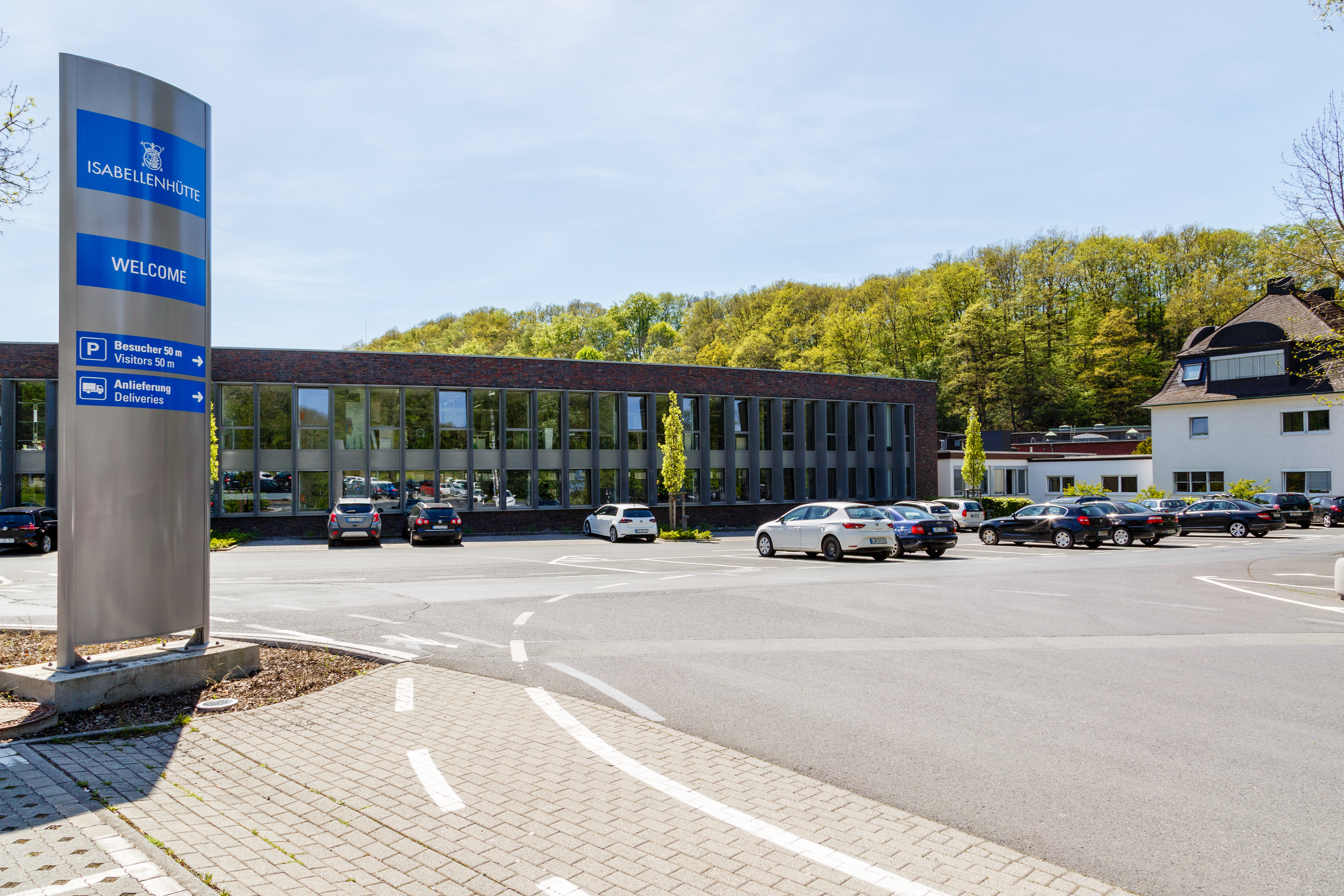
Isabellenhütte Heusler

Die Isabellenhütte Heusler gilt als ältestes Industrieunternehmen Hessens. Bereits im späten Mittelalter wurde am jetzigen Standort in Dillenburg eine Kupferhütte gegründet, die 1482 als „Kupferhütte auf der Nanzenbach“ erstmals urkundlich erwähnt wird.
1728 wurde die Hütte in „Isabelle Kupferhütte“ umbenannt, nach Isabella, der Gemahlin des letzten regierenden Landesherrn Fürst Christian (Nassau-Dillenburg). 1827 erwarb die Familie Heusler das Unternehmen, das sie seitdem als Familienbetrieb führt. Der Geheime Bergrat und Schulleiter der Bergschule Siegen, Carl Ludwig Heusler, führte das Unternehmen bis zu seinem Tod 1851. Nach seinem Tode wurde das Unternehmen durch seine Söhne Friedrich Wilhelm Otto Heusler (1825–1890) als Betriebsleiter und Conrad Heusler als dessen Berater weiter geführt. Die Isabellenhütte begann unter der Führung der beiden Brüder mit der Herstellung von Neusilber und baute die Kupferproduktion weiter aus.
1889 entwickelte das Unternehmen zusammen mit der Physikalisch-Technischen Reichsanstalt (PTR) die Legierung Manganin. Diese bildet heute die Basis für den gesamten Bereich der Präzisions- und Leistungswiderstände. Im Jahr 1898 gründete Conrad Heusler, der die Hütte zu dieser Zeit von Bonn aus leitete, die Firma „Isabellenhütte GmbH“.
1901 entdeckte der damalige Direktor Fritz Heusler (* 1. Februar 1866 Bonn; † 25. Oktober 1947 Dillenburg) die später nach ihm benannten Heuslerschen Legierungen. Diese Legierungen aus Buntmetallen, zum Beispiel aus verschiedenen Bronzearten wiesen ferromagnetische Eigenschaften auf, ähnlich wie Eisen, Kobalt oder Nickel. In Zusammenarbeit mit der Philipps-Universität Marburg wurde dieses physikalische Phänomen u. a. am Manganarsenid untersucht und 1933 von Otto Heusler, einem Sohn des Entdeckers, veröffentlicht. Die Unterstützung der Universität wurde über die Förderung der Forschungsarbeiten hinaus durch die Einrichtung der „Heusler-Stiftung“ verstetigt. 1937 wurde die Isabellen-Hütte Heusler G. m. b. H. zur Isabellenhütte Heusler Kommanditgesellschaft umgewandelt.
Das Unternehmen wurde im Laufe der Jahre immer wieder modernisiert und um neue Arbeitsschritte erweitert. So wurden 1952 eine Drahtzieherei, 1960 ein Isolierwerk und 1980 ein Warmwalzwerk errichtet und in den Fertigungsprozess integriert. In der Folge verlagerte das Unternehmen seine Tätigkeit zunehmend in den Bereich niederohmiger Präzisions- und Leistungswiderstände sowie Widerstands- und Thermolegierungen.
Heute operiert das Unternehmen weltweit und exportiert über 60 % seiner Produkte ins Ausland.
2019 erwarb das Unternehmen den ehemaligen Firmensitz der Confiserie Läderach in Manderbach und verlegte die Produktionsstätte aus Niederscheld dorthin. Seit 2021 erfolgt die Produktion der Marke ISA-WELD in Manderbach. Weitere bekannte Marken des Unternehmens sind Isabellin und Isaohm.
Im Sommer 2020 investierte das Unternehmen vier Millionen Euro in den Bau eines neuen Logistikzentrums inklusive Verlegung der Zufahrt.

## Standorte
Neben dem Hauptfirmensitz in Dillenburg, ist die Isabellenhütte Heusler mit vier Vertretungen und Distributoren in über 60 Ländern vertreten. Die Produktion erfolgt ausschließlich am Hauptfirmensitz in Deutschland. In Dillenburg erfolgen alle Fertigungsschritte von der Gießerei, über die Drahtzieherei bis hin zur Bauelemente- und Messmodulfertigung, Endprüfung und Verpackung.

## Tochtergesellschaften
- Isabellenhütte USA: Swansea, USA
- Isabellenhütte K.K: Tokio, Japan
- Isabellenhuette (Shanghai) Electronic Technology Trading Co., Ltd.
- Isabellenhuette India: Pune, Indien

## Auszeichnungen und Förderungen
Das Unternehmen engagiert sich seit vielen Jahren in der Forschungsförderung, Gesundheit und Nachhaltigkeit und unterstützt soziale, kulturelle und sportliche Projekte in der Region Dillenburgs.
2013 wurde die Isabellenhütte vom Institut für Führung und Personalmanagement der Universität St. Gallen als einer der besten Arbeitgeber im Mittelstand ausgezeichnet.
2018 erhielt das Unternehmen den Deutschen bAV-Preis vom Deutschen Institut für Altersvorsorge (DIA)
Seit 2018 ist die Isabellenhütte als „Ausgezeichneter Ausbildungsbetrieb 2018“ zertifiziert.

## Unternehmensbereiche
Messtechnik
Die Isabellenhütte gehört zu den weltweit führenden Anbietern moderner messtechnischer Systeme. Der Geschäftsbereich Messtechnik spezialisiert sich auf die shuntbasierte Strommessung. Viele der Produkte beinhalten auch eine Spannungs- und Temperaturmessung.
Das Unternehmen ist mit seinen Stromsensoren in Formel-1- und Elektrofahrzeugen vertreten. Das Produktportfolio umfasst auch Sensoren für den Smart Grid Bereich. Dieser erstreckt sich über eichrechtskonforme Gleichstromzähler für Ladesäulen bis hin zu Lösungen für Umspannwerke und Kraftwerksbetreiber.
Präzisions- und Leistungswiderstände
Die Isabellenhütte produziert Präzisions- und Leistungswiderstände im niederohmigen Bereich und für unterschiedlichste Applikationen. Unter anderem kommen die Produkte in der Automobilindustrie zum Einsatz, zum Beispiel in der Motorsteuerung, in Einspritzanlagen, Fahrassistenz- und Energiemanagement-Systemen aber auch in der Industrie- und Leistungselektronik, der Telekommunikation und Medizintechnik. Die Präzisions- und Leistungswiderstände des Unternehmens erfüllen die RoHS-Richtlinien sowie AEC-Q200-Spezifikationen und sind zum Teil auch für den Einsatz im Weltraum qualifiziert.
Widerstands- und Thermolegierungen
Die Isabellenhütte produziert Widerstands- und Thermolegierungen in Halbzeugform nach internationalem Standard. Zum Einsatz kommen diese hauptsächlich bei der Herstellung von Temperaturfühlern, mineralisolierten Thermopaaren und Tauchmessköpfen. Widerstands- und Thermolegierungen werden in der Regel in Form von Drähten, Lackdrähten, Blechen, Litzen, Bändern, Flachdrähten, Rohren, Stangen oder Folien geliefert.

## Das Logo der Isabellenhütte
Das Logo der Isabellenhütte trägt in den vier Ecken die Zeichen „J734“, was für das Jahr 1734 steht, welches nicht das Gründungsjahr 1728 ist. Ursprünglich stammt es von einer Torverzierung, die an eine neben der Kupferhütte befindliche Vitriol-Siederei erinnert. In der Mitte des Zeichens befinden sich die Initialen „I. C. F. z. N.“ von Isabella Charlotte Fürstin zu Nassau.

## Weitere Quellen
- ihh_Ausbildungsbroschüre_180201_rz.indd (karriere-suedwestfalen.de)
- Nachhaltigkeitsbroschuere.pdf (isabellenhuette.de)